# Lorenzo Colombo
Lorenzo Colombo (Vimercate, 8 marzo 2002) è un calciatore italiano, attaccante del Genoa, in prestito dal Milan.

## Carriera

### Club

#### Gli inizi al Milan
Cresciuto nelle giovanili del Milan, debutta in prima squadra con i rossoneri il 12 giugno 2020, a 18 anni, subentrando a Lucas Paquetá nella semifinale di Coppa Italia contro la Juventus. Debutta in Serie A il 18 luglio seguente nel successo per 5-1 contro il Bologna.
Nella stagione 2020-2021 viene inizialmente inserito in prima squadra e, il 24 settembre 2020, debutta nelle coppe europee nel turno preliminare di Europa League contro il Bodø/Glimt, realizzando la sua prima rete tra i professionisti nel successo per 3-2 dei rossoneri.

#### Prestiti a Cremonese e SPAL
Il 26 gennaio 2021 passa in prestito alla Cremonese, in Serie B. Il 13 marzo 2021 segna il suo primo gol con i grigiorossi, nella gara vinta per 3-0 contro la Reggiana. 
Rientrato al Milan, per la stagione successiva passa in prestito alla SPAL, in Serie B. Va a segno per la prima volta il 29 agosto, in occasione del successo per 5-0 sul Pordenone. Inizia molto bene la stagione, realizzando 6 gol in campionato nelle prime 15 presenze, ma poi non trova più la via della rete. Chiude la stagione con 34 presenze in campionato, dando il proprio contributo alla salvezza della SPAL.

#### Prestiti a Lecce, Monza, Empoli e Genoa
Il 7 luglio 2022 si trasferisce al Lecce, neopromosso in Serie A, in prestito con diritto di riscatto e contro-riscatto. Segna il suo primo gol con i salentini il 5 agosto 2022, all'esordio stagionale, nella sconfitta interna contro il Cittadella, partita valida per i trentaduesimi di finale di Coppa Italia (2-3 dopo i tempi supplementari). Esordisce in campionato da subentrante il 13 agosto, nella sconfitta interna contro l'Inter (1-2), e il 31 agosto 2022 inizia per la prima volta da titolare una partita di massima serie, quella pareggiata per 1-1 in casa del Napoli, in cui, dopo aver fallito un calcio di rigore, realizza il suo primo gol in Serie A. Risulta decisivo alla penultima giornata di campionato, segnando al 101' su calcio di rigore il gol che permette ai salentini di vincere di misura in trasferta contro il Monza (0-1) e di ottenere la salvezza aritmetica. Chiude la stagione con 5 gol in Serie A in 33 presenze.
Il 16 giugno 2023 viene riscattato dal club leccese, ma tre giorni dopo il Milan esercita ufficialmente il contro-riscatto del cartellino del giocatore per 3 milioni di euro. Il 31 agosto seguente viene ceduto in prestito al Monza, con cui esordisce due giorni dopo, nella sconfitta per 3-0 in casa dell'Atalanta, subentrando nella ripresa a Dany Mota. Il 2 ottobre segna la prima rete con i brianzoli, decidendo la vittoriosa trasferta in casa del Sassuolo.
Il 31 luglio 2024, passa in prestito con diritto di riscatto all'Empoli, ancora in Serie A. Il 10 agosto esordisce con gol con i toscani, nel successo per 4-1 sul Catanzaro nei trentaduesimi di Coppa Italia. Il 25 agosto segna la prima rete in campionato, trasformando un calcio di rigore nel successo esterno per 2-1 in casa della Roma.
Il 28 luglio 2025 va in prestito al Genoa.

### Nazionale
Esordisce con la maglia delle giovanili azzurre con l'Under-15. Con l'Under-17 partecipa al campionato europeo di categoria nel 2018 e nel 2019, terminati entrambi al secondo posto, segnando una doppietta nella finale persa contro i Paesi Bassi nel 2019.
Il 22 marzo 2021, in seguito all'impossibilità da parte di Pinamonti di rispondere alla convocazione per la fase a gruppi dell'Europeo Under-21, viene chiamato come sostituto dal CT Paolo Nicolato. Esordisce con la nazionale Under-21 il 30 marzo, entrando al posto di Raspadori nella partita vinta per 4-0 contro la Slovenia a Maribor.
All'inizio del ciclo successivo, il 7 settembre 2021, realizza il suo primo gol con l'Under-21, decisivo per la vittoria per 1-0 contro il Montenegro nella partita di qualificazione disputata a Vicenza. Nel giugno 2023 viene convocato per l'Europeo Under-21 organizzato in Georgia e Romania, nel quale viene impiegato nelle 3 partite disputate dall'Italia entrando dalla panchina.

## Statistiche

### Presenze e reti nei club
Statistiche aggiornate al 15 agosto 2025.
| Stagione        | Squadra         | Campionato      | Campionato | Campionato | Coppe nazionali | Coppe nazionali | Coppe nazionali | Coppe continentali | Coppe continentali | Coppe continentali | Altre coppe | Altre coppe | Altre coppe | Totale | Totale |
| Stagione        | Squadra         | Comp            | Pres       | Reti       | Comp            | Pres            | Reti            | Comp               | Pres               | Reti               | Comp        | Pres        | Reti        | Pres   | Reti   |
| --------------- | --------------- | --------------- | ---------- | ---------- | --------------- | --------------- | --------------- | ------------------ | ------------------ | ------------------ | ----------- | ----------- | ----------- | ------ | ------ |
| 2019-2020       | Milan           | A               | 1          | 0          | CI              | 1               | 0               | -                  | -                  | -                  | -           | -           | -           | 2      | 0      |
| 2020-gen. 2021  | Milan           | A               | 4          | 0          | CI              | 0               | 0               | UEL                | 5                  | 1                  | -           | -           | -           | 9      | 1      |
| Totale Milan    | Totale Milan    | Totale Milan    | 5          | 0          |                 | 1               | 0               |                    | 5                  | 1                  |             | -           | -           | 11     | 1      |
| gen.-giu. 2021  | Cremonese       | B               | 13         | 1          | CI              | -               | -               | -                  | -                  | -                  | -           | -           | -           | 13     | 1      |
| 2021-2022       | SPAL            | B               | 34         | 6          | CI              | 1               | 0               | -                  | -                  | -                  | -           | -           | -           | 35     | 6      |
| 2022-2023       | Lecce           | A               | 33         | 5          | CI              | 1               | 1               | -                  | -                  | -                  | -           | -           | -           | 34     | 6      |
| 2023-2024       | Monza           | A               | 25         | 4          | CI              | 0               | 0               | -                  | -                  | -                  | -           | -           | -           | 25     | 4      |
| 2024-2025       | Empoli          | A               | 37         | 6          | CI              | 6               | 1               | -                  | -                  | -                  | -           | -           | -           | 43     | 7      |
| 2025-2026       | Genoa           | A               | 0          | 0          | CI              | 1               | 0               | -                  | -                  | -                  | -           | -           | -           | 1      | 0      |
| Totale carriera | Totale carriera | Totale carriera | 147        | 22         |                 | 10              | 2               |                    | 5                  | 1                  |             | -           | -           | 162    | 25     |

### Cronologia presenze e reti in nazionale
| Cronologia completa delle presenze e delle reti in nazionale ― Italia under 21 | Cronologia completa delle presenze e delle reti in nazionale ― Italia under 21 | Cronologia completa delle presenze e delle reti in nazionale ― Italia under 21 | Cronologia completa delle presenze e delle reti in nazionale ― Italia under 21 | Cronologia completa delle presenze e delle reti in nazionale ― Italia under 21 | Cronologia completa delle presenze e delle reti in nazionale ― Italia under 21 | Cronologia completa delle presenze e delle reti in nazionale ― Italia under 21 | Cronologia completa delle presenze e delle reti in nazionale ― Italia under 21 |
| Data                                                                           | Città                                                                          | In casa                                                                        | Risultato                                                                      | Ospiti                                                                         | Competizione                                                                   | Reti                                                                           | Note                                                                           |
| ------------------------------------------------------------------------------ | ------------------------------------------------------------------------------ | ------------------------------------------------------------------------------ | ------------------------------------------------------------------------------ | ------------------------------------------------------------------------------ | ------------------------------------------------------------------------------ | ------------------------------------------------------------------------------ | ------------------------------------------------------------------------------ |
| 30-3-2021                                                                      | Maribor                                                                        | Italia under 21                                                                | 4 – 0                                                                          | Slovenia under 21                                                              | Europeo Under-21 2021 - 1º turno                                               | -                                                                              | 74’                                                                            |
| 3-9-2021                                                                       | Empoli                                                                         | Italia under 21                                                                | 3 – 0                                                                          | Lussemburgo under 21                                                           | Qual. Europeo Under-21 2023                                                    | -                                                                              | 63’                                                                            |
| 7-9-2021                                                                       | Vicenza                                                                        | Italia under 21                                                                | 1 – 0                                                                          | Montenegro under 21                                                            | Qual. Europeo Under-21 2023                                                    | 1                                                                              | 68’                                                                            |
| 8-10-2021                                                                      | Zenica                                                                         | Bosnia ed Erzegovina under 21                                                  | 1 – 2                                                                          | Italia under 21                                                                | Qual. Europeo Under-21 2023                                                    | -                                                                              |                                                                                |
| 12-10-2021                                                                     | Monza                                                                          | Italia under 21                                                                | 1 – 1                                                                          | Svezia under 21                                                                | Qual. Europeo Under-21 2023                                                    | -                                                                              | 81’                                                                            |
| 12-11-2021                                                                     | Dublino                                                                        | Irlanda under 21                                                               | 0 – 2                                                                          | Italia under 21                                                                | Qual. Europeo Under-21 2023                                                    | -                                                                              | 86’                                                                            |
| 16-11-2021                                                                     | Frosinone                                                                      | Italia under 21                                                                | 4 – 2                                                                          | Romania under 21                                                               | Amichevole                                                                     | -                                                                              | 62’                                                                            |
| 25-3-2022                                                                      | Podgorica                                                                      | Montenegro under 21                                                            | 1 – 1                                                                          | Italia under 21                                                                | Qual. Europeo Under-21 2023                                                    | -                                                                              | 63’                                                                            |
| 29-3-2022                                                                      | Trieste                                                                        | Italia under 21                                                                | 1 – 0                                                                          | Bosnia ed Erzegovina under 21                                                  | Qual. Europeo Under-21 2023                                                    | -                                                                              | 74’                                                                            |
| 6-6-2021                                                                       | Differdange                                                                    | Lussemburgo under 21                                                           | 0 – 3                                                                          | Italia under 21                                                                | Qual. Europeo Under-21 2023                                                    | -                                                                              | 78’                                                                            |
| 14-6-2022                                                                      | Ascoli Piceno                                                                  | Italia under 21                                                                | 4 – 1                                                                          | Irlanda under 21                                                               | Qual. Europeo Under-21 2023                                                    | -                                                                              | 88’                                                                            |
| 22-9-2022                                                                      | Pescara                                                                        | Italia under 21                                                                | 0 – 2                                                                          | Inghilterra under 21                                                           | Amichevole                                                                     | -                                                                              | 28’                                                                            |
| 26-9-2022                                                                      | Castel di Sangro                                                               | Italia under 21                                                                | 1 – 1                                                                          | Giappone under 21                                                              | Amichevole                                                                     | 1                                                                              | 83’                                                                            |
| 19-11-2022                                                                     | Ancona                                                                         | Italia under 21                                                                | 2 – 4                                                                          | Germania under 21                                                              | Amichevole                                                                     | -                                                                              | 59’                                                                            |
| 24-3-2023                                                                      | Bačka Topola                                                                   | Serbia under 21                                                                | 0 – 2                                                                          | Italia under 21                                                                | Amichevole                                                                     | -                                                                              | 78’                                                                            |
| 27-3-2023                                                                      | Reggio Calabria                                                                | Italia under 21                                                                | 3 – 1                                                                          | Ucraina under 21                                                               | Amichevole                                                                     | 2                                                                              | 89’                                                                            |
| 22-6-2023                                                                      | Cluj-Napoca                                                                    | Francia under 21                                                               | 2 – 1                                                                          | Italia under 21                                                                | Europeo Under-21 2023 - 1º turno                                               | -                                                                              | 88’                                                                            |
| 25-6-2023                                                                      | Cluj-Napoca                                                                    | Svizzera under 21                                                              | 2 – 3                                                                          | Italia under 21                                                                | Europeo Under-21 2023 - 1º turno                                               | -                                                                              | 71’                                                                            |
| 28-6-2023                                                                      | Cluj-Napoca                                                                    | Italia under 21                                                                | 0 – 1                                                                          | Norvegia under 21                                                              | Europeo Under-21 2023 - 1º turno                                               | -                                                                              | 62’                                                                            |
| 8-9-2023                                                                       | Jūrmala                                                                        | Lettonia under 21                                                              | 0 – 0                                                                          | Italia under 21                                                                | Qual. Europeo Under-21 2025                                                    | -                                                                              | 53’                                                                            |
| Totale                                                                         |                                                                                | Presenze                                                                       | 20                                                                             |                                                                                | Reti                                                                           | 4                                                                              |                                                                                |